# Умекшање злих срца
Умекшање злих срца или Пророчантсво Симеоново је икона Пресвете Богородице која симболично показује пророчанство Светог Симеона Богопримца које изговара у Јерусалимском храму на дан Сретења Господњег: „И благослови их Симеон, и рече Марији, матери Његовој: Гле, Овај лежи да многе обори и подигне у Израиљу, и да буде знак против кога ће се говорити“ (Лука 2:34-35)
На овој икони Богородица је насликана како стоји на облаку са седам мачева пободених у срце. Број седам симболише тугу и бол у срцу које је Богородица доживела у свом земаљском животу.

## Химнографија
Акатист Пресветој Богородици у част њене иконе Умекшање злих срца почиње кондаком:
„Теби, изабраној Дјеви Марији, узвишенијој од свих кћери земаљских, Мајци Сина Божијег, Кога за спасење света предаде, са умилењем кличемо: погледај на многожалосно живљење наше, опомени се туга и болести које си и сама претрпела, јер си, као и ми, на земљи рођена, и саучествуј са нама по милосрђу своме, да бисмо Ти клицали:
Радуј се, многожалостива Мајко Божија, јер тугу нашу у радост претвараш!“